# Sophie Sandolo
Sophie Sandolo (ur. 20 lipca 1976 w  Nicei) – włoska golfistka mieszkająca na stałe w Monako.
Grę w golfa rozpoczęła w wieku 14 lat a dwa lata później została reprezentantką Włoch. W trakcie studiów na Uniwersytecie Kalifornijskim w Los Angeles reprezentowała barwy uczelni. Profesjonalną karierę rozpoczęła w 2000 po serii dobrych występów na zawodach we Włoszech i innych krajach Europy.
W 2005 zajęła drugie miejsce na zawodach Catalonia Ladies Masters, co jak dotąd jest jej najlepszym osiągnięciem w karierze i 3. miejsce w zawodach BMW Italian Masters.
W 2006 wzięła udział w ponad 20 turniejach i zajęła ex aequo 9. miejsce w turnieju Order of Merit Ladies European Tour.

## Najważniejsze osiągnięcia
| Sezon | Turniej                        | Miejsce |
| ----- | ------------------------------ | ------- |
| 1999  | Qualifying School for 2000     | 11      |
| 2001  | South African Masters          | 6       |
| 2001  | La Perla Ladies Italian Open   | 5       |
| 2002  | Tenerife Ladies Open           | 6       |
| 2003  | La Perla Italian Open          | 5       |
| 2003  | Open de Espana Femenino        | 2       |
| 2004  | AAMI Women's Australian Open   | 9       |
| 2005  | Open de Espana Femenino        | 6       |
| 2005  | Siemens Austrian Ladies Open   | 7       |
| 2005  | BMW Ladies Italian Open        | 3       |
| 2005  | Arras Open de France Dames     | 14      |
| 2005  | Algarve Ladies Open - Portugal | 12      |
| 2005  | Nykredit Masters               | 8       |
| 2005  | Catalonia Ladies Masters       | 2       |
| 2006  | Open De Espana Femenino        | 9       |
| 2006  | KLM Ladies Open                | 8       |
| 2006  | OTP Bank Ladies Ctrl Euro Open | 6       |
| 2006  | Catalonia Ladies Masters       | 11      |
| 2006  | Scandinavian TPC               | 14      |
| 2006  | SAS Masters                    | 11      |
| 2006  | Dubai Ladies Masters           | 14      |